# Aberrance – Tödliche Verirrung
Aberrance – Tödliche Verirrung ist Spielfilm des mongolischen Regisseurs Baatar Batsukh. Batsukh hat neben der Regie auch das Drehbuch geschrieben und war Kameramann bei diesem Film.

## Handlung
Ein mongolisches Ehepaar, Erkhmee und Selenge, zieht in eine abgelegene Hütte in der Wildnis, um ihre zerrüttete Beziehung zu retten und ihrem ungeborenen Kind ein friedliches Leben fernab der Großstadt zu bieten. Doch anstatt die ersehnte Ruhe zu finden, verschärfen sich die Konflikte zwischen den beiden. Selenges zunehmende Panikattacken und Erkhmees gewalttätige Ausbrüche belasten das Zusammenleben schwer. Die Situation spitzt sich weiter zu, als sich ein mysteriöser Nachbar verdächtig häufig in der Nähe der Hütte aufhält, wodurch Selenges Angst und das Misstrauen innerhalb der Beziehung wachsen.

## Veröffentlichung
Der Film feierte seine Europapremiere im September 2022 im Rahmen des Filmfest Oldenburg.

## Rezeption
„Regisseur Baatar Batsukh hat die Messlatte für Filme aus der Mongolei mit seinem wendungsreichen, optisch beeindruckenden Psycho-Horror-Debüt hochgelegt.“
„Visuell gut gemacht, sehr spannend und der Stil ist wunderbar.“ FilmWeek
„82 % auf dem Tomatometer“

### Auszeichnungen
Gewinner des „Audacity Award“ des Filmfest Oldenburg